# François Gervais Desmanèches
Jean François Michel Gervais Desmanèches est un avocat et français, né le 22 août 1812 à Aigueperse et mort le 31 août 1876 à Clermont-Ferrand.

## Biographie
Fils de Joseph Pierre Desmanèches, docteur en médecine, et d'Anne Élisa Mignot, Jean François Michel Gervais Desmanèches nait le 22 août 1812 au domicile de ses père et mère situé à Aigueperse.
Il épouse, le 2 mai 1848, à Sauxillanges, Marie Maria Andraud (1825-1898), fille de Pierre Andraud, officier, et de Jenny Christophle, avec laquelle il deux enfants :
- Joseph Pierre Gervais (1849[4]-1894[5]), avocat puis juge au tribunal civil de Clermont-Ferrand, qui épousera, le 29 avril 1889 à Clermont-Ferrand[6], Claire Fanny Félicie Bourget (1868-...),
- Jeanne Françoise Anne Zulime (1853[7]-1936[8]) qui épousera, le 9 juin 1874 à Clermont-Ferrand[9], Antoine François Grenier (1840-1918), président de la cour d'appel de Paris, chevalier de la Légion d'Honneur[10],

Il meurt le 31 août 1876 en son domicile situé à Clermont-Ferrand, canton sud, 16 rue Massillon.

## Carrière juridique
Diplômé en droit, il exerce la profession d'avocat au barreau de Clermont-Ferrand.
Il est élu membre du conseil de l'ordre, le 25 novembre 1857.
Il est élu bâtonnier de l'ordre des avocats du barreau de Clermont-Ferrand, le 2 décembre 1874, faisant suite à Victor Astaix.

## Sources
1. ↑  Archives départementales du Puy-de-Dôme - Registre des naissances de la ville d'Aigueperse - Année 1812 - Cote 6 E 1 10 - p. 83/200 (https://www.archivesdepartementales.puydedome.fr/ark:/72847/vtaf5482a99065c9ebd/daogrp/0/layout:table/idsearch:RECH_5efbe215eeb893ec741ac253523fb0cb#id:938380695?gallery=true&brightness=100.00&contrast=100.00&center=1854.291,-409.668&zoom=9&rotation=0.000)
2. ↑  Archives départementales du Puy-de-Dôme - Registre des décès de la ville de Clermont-Ferrand - Année 1898 - Cote 6 E 1436 - p. 128/269 (https://www.archivesdepartementales.puydedome.fr/ark:/72847/vta58fed759541e813c/daogrp/0/layout:table/idsearch:RECH_5dfe08b151837052cda6b514acc44146#id:750661542?gallery=true&brightness=100.00&contrast=100.00&center=1328.000,-888.000&zoom=6&rotation=0.000)
3. ↑  Archives départementales du Puy-de-Dôme - Registre des mariages de la ville de Sauxillanges - Année 1848 - Cote 6 E 319/16 - p. 66/231 (https://www.archivesdepartementales.puydedome.fr/ark:/72847/vta7a2d5d42d258c620/daogrp/0/layout:table/idsearch:RECH_fc901718bf00431c028ee578f491d55f#id:1530246418?gallery=true&brightness=100.00&contrast=100.00&center=1918.612,-1127.621&zoom=9&rotation=0.000&lock=true)
4. ↑  Archives départementales du Puy-de-Dôme - Registre des naissances de la ville de Clermont-Ferrand - Année 1849 - Cote 6 E 113 85 - p. 55/214 (https://www.archivesdepartementales.puydedome.fr/ark:/72847/vtadbb073239c3e8382/daogrp/0/layout:table/idsearch:RECH_9e887e6b3341f59b018705849956ecdf#id:1262458662?gallery=true&brightness=100.00&contrast=100.00&center=1026.945,-1039.764&zoom=9&rotation=0.000)
5. ↑  Archives départementales du Puy-de-Dôme - Registre des décès de la ville de Clermont-Ferrand - Année 1894 - Cote 6 E 949 - p. 47/238 (https://www.archivesdepartementales.puydedome.fr/ark:/72847/vta861218bfbd8e1d39/daogrp/0/layout:table/idsearch:RECH_2ac08be5079011d18d274a3d411fa46e#id:1240175146?gallery=true&brightness=100.00&contrast=100.00&center=1913.111,-939.509&zoom=9&rotation=0.000)
6. ↑  Archives départementales du Puy-de-Dôme - Registre des mariages de la ville de Clermont-Ferrand - Année 1889 - Cote 6 E 113 329 - p. 55/173 (https://www.archivesdepartementales.puydedome.fr/ark:/72847/vta70f1c5fa4a572195/daogrp/0/layout:table/idsearch:RECH_340cb0af22504a60daff66f97827b10b#id:1030596992?gallery=true&brightness=100.00&contrast=100.00&center=1475.894,-1013.485&zoom=9&rotation=0.000)
7. ↑  Archives départementales du Puy-de-Dôme - Registre des naissances de la ville de Clermont-Ferrand - Année 1853 - 6 E 113 89 - p. 149/191 (https://www.archivesdepartementales.puydedome.fr/ark:/72847/vta4579ba0c43d2f889/daogrp/0/layout:table/idsearch:RECH_9e887e6b3341f59b018705849956ecdf#id:1140679560?gallery=true&brightness=100.00&contrast=100.00&center=2844.612,-2165.829&zoom=10&rotation=0.000)
8. ↑  Archives de Paris - Registre des décès du 5ème arrondissement - Année 1936 - Cote 5D 260 - p. 27/31 (archives.paris.fr/arkotheque/visionneuse/visionneuse.php?arko=YTo2OntzOjQ6ImRhdGUiO3M6MTA6IjIwMjAtMDQtMTIiO3M6MTA6InR5cGVfZm9uZHMiO3M6MTE6ImFya29fc2VyaWVsIjtzOjQ6InJlZjEiO2k6NDtzOjQ6InJlZjIiO2k6MjU4OTk2O3M6MTY6InZpc2lvbm5ldXNlX2h0bWwiO2I6MTtzOjIxOiJ2aXNpb25uZXVzZV9odG1sX21vZGUiO3M6NDoicHJvZCI7fQ==#uielem_move=-61%2C149&uielem_islocked=0&uielem_zoom=138&uielem_brightness=0&uielem_contrast=0&uielem_isinverted=0&uielem_rotate=F)
9. ↑  Archives départementales du Puy-de-Dôme - Registre des mariages de la ville de Clermont-Ferrand - Année 1874 - Cote 6 E 113 314 - p. 110/229 (https://www.archivesdepartementales.puydedome.fr/ark:/72847/vta5072e2212edf0965/daogrp/0/layout:table/idsearch:RECH_d630d42a04f476caa1f0c93e2330fb76#id:123862520?gallery=true&brightness=100.00&contrast=100.00&center=984.000,-690.000&zoom=6&rotation=0.000)
10. ↑  Base Leonore - GRENIER Antoine François - Dossier n°LH/1198/7 (www2.culture.gouv.fr/LH/LH083/PG/FRDAFAN83_OL1198007v001.htm)
11. ↑  Archives départementales du Puy-de-Dôme - Registre des décès de la ville de Clermont-Ferrand - Année 1876 - Cote 6 E 113 334 - p. 168 et 169/269 (https://www.archivesdepartementales.puydedome.fr/ark:/72847/vta0e997471ef5a8829/daogrp/0/layout:table/idsearch:RECH_d6f2e9293212f976b393ede8180ac561#id:1429335855?gallery=true&brightness=100.00&contrast=100.00&center=1280.000,-936.000&zoom=6&rotation=0.000)
12. ↑  « Chronique locale », Le Moniteur du Puy-de-Dôme,‎ 25 novembre 1857, p. 3 (lire en ligne)
13. ↑  « Chronique locale », Le Moniteur du Puy-de-Dôme,‎ 3 décembre 1874, p. 2 (lire en ligne)